# Happee Salibandy
Happee Salibandy är en innebandyklubb från Jyväskylä i Finland, och klubbens herrlag spelar i Innebandyligan. Mika Kohonen spelade i klubben i sammanlagt sex år och gjorde 103 mål 198 assist (301 poäng) på 147 matcher (2.05 poäng/match). I juli 2023 valdes Raimo Pippeli till Happees nya tränare. 